# Dojin-kai

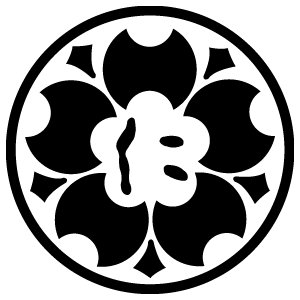
Daimon dei Dojin-kai

Il Dōjin-kai (道仁会) è un gruppo criminale della Yakuza originario di Kurume Fukuoka in Giappone.
È il più grande gruppo Yakuza a Kyūshū con circa 750 membri.
Il suo capo è Seijiro Matsuo (松尾 誠次郎)
Quando si ritirò dal comando il 10 maggio 2006, scoppiò una guerra tra il comando e una fazione che si fa chiamare Kyushu-Seidō-Kai (九州誠道会) allineandosi con gli Yamaguchi-gumi, rivali dei Dojin-kai, nonché più grande gruppo del Giappone.
Furono uccise 7 persone durante la guerra.